# Buttenwiesen
Buttenwiesen település Németországban, azon belül Bajorországban. Lakosainak száma 6164 fő (2023. december 31.).

## Népesség
A település népessége az elmúlt években az alábbi módon változott:
| Lakosok száma | 836  | 1263 | 1063 | 4864 | 5710 | 5721 | 5814 | 5895 | 6064 | 6164 |
|               | 1875 | 1950 | 1975 | 1987 | 2012 | 2014 | 2016 | 2017 | 2021 | 2023 |